# El Fuerte
Nota: Se você procura pelo personagem de Street Fighter IV, veja El Fuerte (Street Fighter).

El Fuerte é um município do estado de Sinaloa, no México.